# آریپکا (فلوریدا)
آریپکا (به انگلیسی: Aripeka) یک منطقهٔ مسکونی در ایالات متحده آمریکا است که در فلوریدا واقع شده‌است. آریپکا ۲٫۲۸ کیلومتر مربع مساحت و ۳۰۸ نفر جمعیت دارد و ۱٫۵۲ متر بالاتر از سطح دریا قرار دارد.